# Berenguer de Bardaixí i Ram
Berenguer de Bardaixí i Ram, noble dels segles xiv i xv, fill segon del poderós Justícia d'Aragó Berenguer de Bardaixí.
En 1441 assistí, sota Alfons IV, a les Corts aragoneses d'Alcanyís-Saragossa. Onze anys més tard va ser membre executiu de les noves Corts d'Aragó. A les Corts de Fraga del 1459, ja amb Joan II, hi actuà com a apoderat.
Va ser senyor d'Oliet, Arcaine i Obón.